# Maxence Caqueret
Maxence Caqueret (ur. 15 lutego 2000 w Vénissieux) – francuski piłkarz występujący na pozycji pomocnika we włoskim klubie Como 1907 oraz w reprezentacji Francji do lat 21. Wychowanek FC Chaponnay-Marennes. Grał też w Olympique Lyon.